# Heterusia phygothigma
Heterusia phygothigma là một loài bướm đêm trong họ Geometridae.